# MAR-1
Le MAR-1 est un missile air-sol anti-radar en cours de développement au Brésil.

## Histoire

### Débuts et but du programme
En 1998, la force aérienne brésilienne (FAB) initia un projet visant à équiper l'avion A-1M d'un missile anti-radar, qui était prévu d'être disponible vers 2008.
Doté d'une capacité de navigation inertielle et GPS, il est conçu pour éliminer les défenses anti-aériennes ennemies en ciblant les émissions provenant de leurs radars de veille aérienne et de conduite de tir.
Le programme de développement fut pris en charge depuis le début par le DCTA (Departamento de Ciência e Tecnologia Aeroespacial), le Département des Sciences et Technologies Aérospatiales de la force aérienne brésilienne, associé à la compagnie Mectron, elle aussi située à São José dos Campos. D'après des révélations de la force aérienne brésilienne (FAB), le projet serait en-cours d'évaluations et en serait à sa phase de tests de séparation entre le missile et son avion porteur.
Le scénario simulé lors de ces tests démontra que la tête-chercheuse du missile pouvait détecter un radar de faible puissance à une distance supérieure à 50 km.

### Problèmes d'avancement du programme

#### La centrale gyroscopique

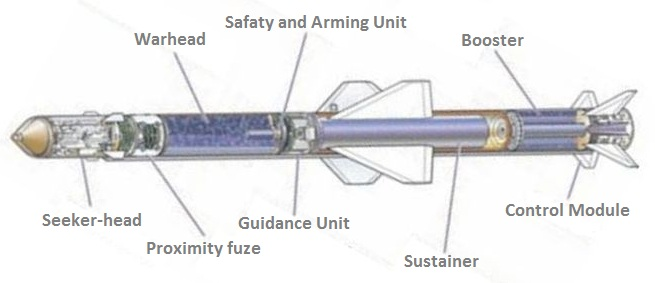
Vue en écorché du MAR-1 et de ses divers modules.

Au-cours de cette phase du développement, il fut découvert qu'une des faiblesses limitant l'emploi du MAR-1 est la définition de la distance séparant le radar de l'avion tireur, paramètre essentiel pour un tir réussi. Cela pourrait mener les développeurs à reconsidérer certains aspects techniques de leur missile.
L'une des difficultés majeures rencontrées vient de l'absence de plate-forme gyroscopique nationale disponible pour le missile. Ce système de navigation agit comme un pilote-automatique et contrôle le missile, alors qu'il cherche la cible pendant son vol. Pour des raisons politiques et stratégiques, cette technologie est sujette à embargos de la part des pays dominants. Cela a entraîné la mise en place d'un projet, partant pratiquement de zéro, visant à concevoir une centrale gyroscopique optique miniature à trois axes, permettant de fournir à l'ordinateur de bord toutes les informations nécessaires pour assurer une bonne précision de tir au missile.
La conception de ce sous-système fut financée par la FINEP (Financiadora de Estudos e Projetos) et menée par l'IEAv (l'institut des études avancées du DCTA), associé à Mectron. Elle serait apparemment terminée.

#### Les capteurs passifs
Un autre obstacle vit le jour, en 1999, lorsque le gouvernement brésilien essaya d'effectuer l'achat d'antennes spiralées et autres composants faisant partie du développement de la tête chercheuse du missile, chez un fabricant de la ville de Las Vegas. Le gouvernement des États-Unis s'y opposa, ce qui força le DCTA à trouver la seule alternative possible : développer lui-même son autodirecteur.
Ce sous-système fut développé puis testé, à l'aide d'émissions radar simulées par un dispositif TS-100+, d'Excalibur Systems, et par des avions HS-125 de la Division des Essais en Vol du DCTA. Il fut même étudié par la force aérienne brésilienne, qui installa des capteurs dans un avion de patrouille similaire, le P-95 Bandeirante Patrulha.

### Une mise en service proche
En novembre 2012, il fut rapporté qu'une mise à jour du logiciel du missile avait été appliquée et qu'il allait effectuer ses derniers tests sur un avion A-1/AMX.
En décembre 2008, le gouvernement brésilien approuva la commande de 100 exemplaires du MAR-1 passée par le Pakistan, pour une valeur de 108 millions de Dollars. En avril 2013, Mectron aurait fini d'intégrer le MAR-1 dans le système d'armes des avions d'attaque pakistanais Mirage III et Mirage V. Des projectiles d'entraînement furent également délivrés, en même-temps que l'équipement de planification de mission, la logistique et l'assistance technique.
Mectron est sur le point de finir les tests de développement et les premiers missiles opérationnels pourraient être livrés au Pakistan et au Brésil en 2014

## Caractéristiques du projet

### Plateforme de guidage inertielle
Les vols captifs et de certification furent effectués en décembre 2008, afin de pouvoir évaluer les capacités du module gyroscopique à fibre optique. Ce dernier, constitué de gyroscopes à fibre optique interférométriques, est l'un des éléments constitutifs de l'unité de mesure et navigation inertielle et fut développé localement par l'Institut pour les Études Avancées (Instituto de Estudos Avançados, IAV). Au mois d'avril 2012, plus de 20 missiles guidés d'essais avaient déjà été transportés par un avion AMX.

### Détection
Le missile est guidé par un capteur d'émissions-radar passif, développé localement, conçu pour cibler différents types de radars terrestres ou maritimes, qu'ils soient de forte ou faible puissance, mobiles ou de conduite de tir pour les sites de défense sol-air.
Les radars ennemis peuvent être ciblés indépendamment par le missile, ou des données peuvent lui être fournies par le système d'armes électronique de l'appareil porteur, tels que ses détecteurs d'alerte radar. Il est doté d'une bonne résistance aux contre-mesures électroniques (ECM) et utilise son guidage passif pour attaquer ses cibles, suivant un schéma pré-programmé ou par opportunité, étant capable d'attribuer des priorités à chacune d'entre elles. 
De manière à améliorer sa survivabilitée au combat, la structure du missile est constituée de matériaux composites, réduisant sa surface équivalente radar.

## Utilisateurs
- Força Aérea Brasileira : Ils équiperont les avions d'attaque A-1.
- Force aérienne pakistanaise : Ils équiperont les JF-17 et autres Mirages des forces pakistanaises[2],[8].